# Beach soccer aux Jeux européens de 2023
Navigation
Édition précédente Édition suivante
Le tournoi de beach soccer aux Jeux européens de 2023 a lieu à la Tarnów Beach Arena de Tarnów, en Pologne, du 27 juin au 1er juillet 2023.
Deux épreuves auront lieu : le Tournoi masculin le Tournoi féminin.
 Le premier aura lieu pour la troisième fois aux Jeux européens, et le second pour la première fois.
 Au total, 14 équipes participeront à la compétition (huit chez les hommes et six chez les femmes).
Le Portugal est le médaillé d'or en titre du tournoi masculin.

## Médaillés
| Épreuve          | Or | Argent | Bronze |
| ---------------- | --- | --- | --- |
| Tournoi masculin | Suisse - Silvano Kessler - Angelo Wueest - Michael Rodrigues - Tobias Steinemann - Sandro Spaccarotella - Dejan Stankovic - Noël Ott - Glenn Hodel - Patrick Ruettimann - Eliott Mounoud - Ariel Schranz - Gabriel Pereira                                           | Italie - Sebastiano Paterniti - Alessandro Miceli - Gianmarco Genovali - Francesco Sciacca - Tommaso Fazzini - Emmanuele Zurlo - Marco Giordani - Luca Bertacca - Samuele Sassari - Alessandro Remedi - Ovidio Alla - Leandro Casapieri | Espagne - Francisco Donaire - Antonio Riguard - Jose Oliver - Jose Arias - David Ardil - Francisco Mejias - Domingo Cabrera - Pedro Garcia - Miguel Santiso - Antonio Mayor - Salvador Ardil - Jose Caballero |
| Tournoi féminin  | Espagne- Jennifer Pedro de Blas (es) - Andrea Mirón - Andrea Alcaide Martín - María Corbacho - Lorena Asensio Ruiz - Adriana Manau - Sara González Rodríguez (es) - Carolina González Portela - Jessica Higueras - Cristina González Chaves - Laura Gallego Silvente | Ukraine- Anastasiia Klipachenko - Mariia Tykhonova - Yuliia Dekhtiar - Yuliia Kostiuk - Myroslava Vypasniak - Viktoriia Kyslova - Iryna Dubytska - Taisiia Babenco - Iryna Vasyliuk - Alona Kyrylchuk - Anna Shulha - Anastasiia Terekh | Portugal- Jamila Marreiros - Ema Toscano - Joana Flores - Ines Cruz - Cristiana Costa - Melissa Gomes - Erica Ferreira - Petra Reis - Andreia Silva - Catarina Mesquita - Sofia Vicente - Marta Simoes        |

## Qualifications
La Pologne est qualifiée en tant que pays hôte.
Dans le tournoi masculin, les sept autres équipes se sont qualifiées par le biais du Championnat d'Europe de beach soccer 2022 (EBSL). Les six premières équipes de la Super-finale sont qualifiés ainsi que la meilleure équipe de la finale de promotion
Dans le tournoi féminin, les sept autres équipes se sont qualifiées par le biais du Championnat d'Europe féminin de beach soccer 2022 (WEBSL). Les cinq premières équipes de la Superfinale sont qualifiés.
| Mode de qualification                                         | Date                    | Lieu     | Nbre | Qualifiés                                          |
| ------------------------------------------------------------- | ----------------------- | -------- | ---- | -------------------------------------------------- |
| Pays organisateur                                             |                         |          | 1    | Pologne                                            |
| Championnat d'Europe de beach soccer 2022 Super-finale        | 10 au 11 septembre 2022 | Alghero  | 6    | Suisse Portugal Italie Espagne Ukraine Azerbaïdjan |
| Championnat d'Europe de beach soccer 2022 Finale de promotion | 27 au 31 juillet 2022   | Chișinău | 1    | Moldavie                                           |
| Total                                                         |                         |          | 8    |                                                    |

| Mode de qualification                                          | Date                    | Lieu    | Nbre | Qualifiées                               |
| -------------------------------------------------------------- | ----------------------- | ------- | ---- | ---------------------------------------- |
| Pays organisateur                                              |                         |         | 1    | Pologne                                  |
| Championnat d'Europe féminin de beach soccer 2022 Super-finale | 10 au 11 septembre 2022 | Alghero | 5    | Espagne Italie Portugal Ukraine Tchéquie |
| Total                                                          |                         |         | 6    |                                          |

1. ↑  L'Angleterre s'est qualifiée à l'origine, mais comme l'Angleterre n'a pas de CNO indépendant, elle ne peut pas concourir et a donc été remplacée par la République tchèque.

## Compétition masculine

### Phase de groupes

#### Groupe A
| Rang | Équipe      | J | G | G+ | GP | P | Bp | Bc | +/- | Pts | Qualification        |
| ---- | ----------- | - | - | -- | -- | - | -- | -- | --- | --- | -------------------- |
| 1    | Portugal    | 3 | 3 | 0  | 0  | 0 | 18 | 9  | +9  | 9   | Phase finale         |
| 2    | Espagne     | 3 | 2 | 0  | 0  | 1 | 18 | 9  | +9  | 6   | Phase finale         |
| 3    | Pologne     | 3 | 1 | 0  | 0  | 2 | 10 | 14 | -4  | 3   | Matchs de classement |
| 4    | Azerbaïdjan | 3 | 0 | 0  | 0  | 3 | 5  | 19 | -14 | 0   | Matchs de classement |

| Date         | Équipe 1    | Résultat | Équipe 2    |
| ------------ | ----------- | -------- | ----------- |
| 27 juin 2023 | Portugal    | 7 - 5    | Espagne     |
| 27 juin 2023 | Azerbaïdjan | 2 - 7    | Pologne     |
| 28 juin 2023 | Portugal    | 5 - 2    | Azerbaïdjan |
| 28 juin 2023 | Pologne     | 1 - 6    | Espagne     |
| 29 juin 2023 | Espagne     | 7 - 1    | Azerbaïdjan |
| 29 juin 2023 | Pologne     | 2 - 6    | Portugal    |

#### Groupe B
| Rang | Équipe   | J | G | G+ | GP | P | Bp | Bc | +/- | Pts | Qualification        |
| ---- | -------- | - | - | -- | -- | - | -- | -- | --- | --- | -------------------- |
| 1    | Italie   | 3 | 2 | 0  | 0  | 1 | 16 | 13 | +3  | 6   | Phase finale         |
| 2    | Suisse   | 3 | 2 | 0  | 0  | 1 | 16 | 11 | +5  | 6   | Phase finale         |
| 3    | Ukraine  | 3 | 2 | 0  | 0  | 1 | 14 | 14 | 0   | 6   | Matchs de classement |
| 4    | Moldavie | 3 | 0 | 0  | 0  | 3 | 13 | 21 | -8  | 0   | Matchs de classement |

| Date         | Équipe 1 | Résultat | Équipe 2 |
| ------------ | -------- | -------- | -------- |
| 27 juin 2023 | Italie   | 5 - 6    | Ukraine  |
| 27 juin 2023 | Moldavie | 4 - 9    | Suisse   |
| 28 juin 2023 | Italie   | 6 - 4    | Moldavie |
| 28 juin 2023 | Suisse   | 4 - 2    | Ukraine  |
| 29 juin 2023 | Ukraine  | 6 - 5    | Moldavie |
| 29 juin 2023 | Suisse   | 3 - 5    | Italie   |

### Matchs de classement
|  | Match pour la 5e-8e place | Match pour la 5e-8e place | Match pour la 5e-8e place | Match pour la 5e-8e place |                        |          | Match pour la 5e place | Match pour la 5e place | Match pour la 5e place | Match pour la 5e place |
|  |                           |                           |                           |                           |                        |          |                        |                        |                        |                        |
|  | 30 juin                   | 30 juin                   | 30 juin                   | 30 juin                   |                        |          | 1 juillet              | 1 juillet              | 1 juillet              | 1 juillet              |
|  | Pologne                   | Pologne                   | 6                         | 6                         |                        |          | 1 juillet              | 1 juillet              | 1 juillet              | 1 juillet              |
|  | Pologne                   | Pologne                   | 6                         | 6                         |                        |          | 1 juillet              | 1 juillet              | 1 juillet              | 1 juillet              |
|  | Moldavie                  | Moldavie                  | 8                         | 8                         |                        |          | 1 juillet              | 1 juillet              | 1 juillet              | 1 juillet              |
|  | Moldavie                  | Moldavie                  | 8                         | 8                         | Moldavie               | Moldavie | 2                      | 2                      |                        |                        |
|  | 30 juin                   |                           |                           |                           | Moldavie               | Moldavie | 2                      | 2                      |                        |                        |
|  |                           |                           | Azerbaïdjan               | Azerbaïdjan               | 4                      | 4        |                        |                        |                        |                        |
|  | Azerbaïdjan               | Azerbaïdjan               | Azerbaïdjan               | Azerbaïdjan               | 4                      | 4        | 7                      | 7                      |                        |                        |
|  | Azerbaïdjan               | Azerbaïdjan               |                           |                           |                        |          |                        | 7                      |                        |                        |
|  | Ukraine                   | Ukraine                   | 6                         | 6                         |                        |          |                        |                        |                        |                        |
|  | Ukraine                   | Ukraine                   | 6                         | 6                         | Match pour la 7e place |          |                        |                        |                        |                        |
|  |                           |                           |                           |                           |                        |          |                        |                        |                        |                        |
|  | 1 juillet                 |                           |                           |                           |                        |          |                        |                        |                        |                        |
|  | Pologne                   | Pologne                   | 2                         | 2                         |                        |          |                        |                        |                        |                        |
|  | Pologne                   | Pologne                   | 2                         | 2                         |                        |          |                        |                        |                        |                        |
|  | Ukraine                   | Ukraine                   | 3                         | 3                         |                        |          |                        |                        |                        |                        |
|  | Ukraine                   | Ukraine                   | 3                         | 3                         |                        |          |                        |                        |                        |                        |

### Phase finale
|  | Demi-finales | Demi-finales | Demi-finales | Demi-finales |                               |        | Finale    | Finale    | Finale    | Finale    |
|  |              |              |              |              |                               |        |           |           |           |           |
|  | 30 juin      | 30 juin      | 30 juin      | 30 juin      |                               |        | 1 juillet | 1 juillet | 1 juillet | 1 juillet |
|  | Portugal     | Portugal     | 4 ap (3)     | 4 ap (3)     |                               |        | 1 juillet | 1 juillet | 1 juillet | 1 juillet |
|  | Portugal     | Portugal     | 4 ap (3)     | 4 ap (3)     |                               |        | 1 juillet | 1 juillet | 1 juillet | 1 juillet |
|  | Suisse       | Suisse       | 4tab(4)      | 4tab(4)      |                               |        | 1 juillet | 1 juillet | 1 juillet | 1 juillet |
|  | Suisse       | Suisse       | 4tab(4)      | 4tab(4)      | Suisse                        | Suisse | 5         | 5         |           |           |
|  | 30 juin      |              |              |              | Suisse                        | Suisse | 5         | 5         |           |           |
|  |              |              | Italie       | Italie       | 2                             | 2      |           |           |           |           |
|  | Espagne      | Espagne      | Italie       | Italie       | 2                             | 2      | 5 ap      | 5 ap      |           |           |
|  | Espagne      | Espagne      |              |              |                               |        |           | 5 ap      |           |           |
|  | Italie       | Italie       | 6            | 6            |                               |        |           |           |           |           |
|  | Italie       | Italie       | 6            | 6            | Match pour la troisième place |        |           |           |           |           |
|  |              |              |              |              |                               |        |           |           |           |           |
|  | 1 juillet    |              |              |              |                               |        |           |           |           |           |
|  | Portugal     | Portugal     | 5 ap (0)     | 5 ap (0)     |                               |        |           |           |           |           |
|  | Portugal     | Portugal     | 5 ap (0)     | 5 ap (0)     |                               |        |           |           |           |           |
|  | Espagne      | Espagne      | 5tab(2)      | 5tab(2)      |                               |        |           |           |           |           |
|  | Espagne      | Espagne      | 5tab(2)      | 5tab(2)      |                               |        |           |           |           |           |

#### Demi-finales
| 30 juin 2023 | Portugal          | 4 - 4 ap | Suisse |  |  |
|              |                   |          |        |  |  |
|              | Tirs au but 3 - 4 |          |        |  |  |

| 30 juin 2023 | Espagne | 5 - 6 ap | Italie |  |  |
|              |         |          |        |  |  |

#### Match pour la troisième place
| 1er juillet 2023 | Portugal          | 5 - 5 ap | Espagne |  |  |
|                  |                   |          |         |  |  |
|                  | Tirs au but 0 - 2 |          |         |  |  |

#### Finale
| 1er juillet 2023 | Suisse | 5 – 2 | Italie |  |  |
|                  |        |       |        |  |  |

### Classement final
| Rang | Équipe      |
| ---- | ----------- |
| 1    | Suisse      |
| 2    | Italie      |
| 3    | Espagne     |
| 4    | Portugal    |
| 5    | Azerbaïdjan |
| 6    | Moldavie    |
| 7    | Ukraine     |
| 8    | Pologne     |

## Compétition féminine

### Phase de groupes

#### Groupe A
| Rang | Équipe   | J | G | G+ | GP | P | Bp | Bc | +/- | Pts | Qualification       |
| ---- | -------- | - | - | -- | -- | - | -- | -- | --- | --- | ------------------- |
| 1    | Portugal | 2 | 2 | 0  | 0  | 0 | 7  | 2  | +5  | 6   | Phase finale        |
| 2    | Pologne  | 2 | 1 | 0  | 0  | 1 | 6  | 3  | +3  | 3   | Phase finale        |
| 3    | Tchéquie | 2 | 0 | 0  | 0  | 2 | 2  | 10 | -8  | 0   | Match de classement |

| Date         | Équipe 1 | Résultat | Équipe 2 |
| ------------ | -------- | -------- | -------- |
| 27 juin 2023 | Pologne  | 5 - 1    | Tchéquie |
| 28 juin 2023 | Portugal | 5 - 1    | Tchéquie |
| 29 juin 2023 | Pologne  | 1 - 2    | Portugal |

#### Groupe B
| Rang | Équipe  | J | G | G+ | GP | P | Bp | Bc | +/- | Pts | Qualification       |
| ---- | ------- | - | - | -- | -- | - | -- | -- | --- | --- | ------------------- |
| 1    | Espagne | 2 | 1 | 0  | 1  | 0 | 6  | 4  | +2  | 4   | Phase finale        |
| 2    | Ukraine | 2 | 1 | 0  | 0  | 1 | 6  | 7  | -1  | 3   | Phase finale        |
| 3    | Italie  | 2 | 0 | 0  | 0  | 2 | 1  | 2  | -1  | 0   | Match de classement |

| Date         | Équipe 1 | Résultat      | Équipe 2 |
| ------------ | -------- | ------------- | -------- |
| 27 juin 2023 | Espagne  | 6 - 4         | Ukraine  |
| 28 juin 2023 | Italie   | 1 - 2         | Ukraine  |
| 29 juin 2023 | Espagne  | 0 - 0 4-2 tab | Italie   |

### Match de classement
| 5e et 6e place | Tchéquie | 2 – 3 | Italie |  |
| 30 juin 2023   |          |       |        |  |

### Phase finale
|  | Demi-finales | Demi-finales | Demi-finales | Demi-finales |                               |           | Finale    | Finale    | Finale    | Finale    |
|  |              |              |              |              |                               |           |           |           |           |           |
|  | 30 juin      | 30 juin      | 30 juin      | 30 juin      |                               |           | 1 juillet | 1 juillet | 1 juillet | 1 juillet |
|  | Portugal     | Portugal     | 1            | 1            |                               |           | 1 juillet | 1 juillet | 1 juillet | 1 juillet |
|  | Portugal     | Portugal     | 1            | 1            |                               |           | 1 juillet | 1 juillet | 1 juillet | 1 juillet |
|  | Ukraine      | Ukraine      | 3            | 3            |                               |           | 1 juillet | 1 juillet | 1 juillet | 1 juillet |
|  | Ukraine      | Ukraine      | 3            | 3            | Ukraine                       | Ukraine   | 2ap (3)   | 2ap (3)   |           |           |
|  | 30 juin      |              |              |              | Ukraine                       | Ukraine   | 2ap (3)   | 2ap (3)   |           |           |
|  |              |              | Espagne      | Espagne      | 2 tab (5)                     | 2 tab (5) |           |           |           |           |
|  | Espagne      | Espagne      | Espagne      | Espagne      | 2 tab (5)                     | 2 tab (5) | 3         | 3         |           |           |
|  | Espagne      | Espagne      |              |              |                               |           |           | 3         |           |           |
|  | Pologne      | Pologne      | 2            | 2            |                               |           |           |           |           |           |
|  | Pologne      | Pologne      | 2            | 2            | Match pour la troisième place |           |           |           |           |           |
|  |              |              |              |              |                               |           |           |           |           |           |
|  | 1 juillet    |              |              |              |                               |           |           |           |           |           |
|  | Portugal     | Portugal     | 2ap (3)      | 2ap (3)      |                               |           |           |           |           |           |
|  | Portugal     | Portugal     | 2ap (3)      | 2ap (3)      |                               |           |           |           |           |           |
|  | Pologne      | Pologne      | 2 tab (0)    | 2 tab (0)    |                               |           |           |           |           |           |
|  | Pologne      | Pologne      | 2 tab (0)    | 2 tab (0)    |                               |           |           |           |           |           |

#### Demi-finales
| 30 juin 2023 | Portugal | 1 – 3 | Ukraine |  |  |
|              |          |       |         |  |  |

| 30 juin 2023 | Espagne | 3 – 2 | Pologne |  |  |
|              |         |       |         |  |  |

#### Match pour la troisième place
| 1er juillet 2023 | Portugal          | 2 - 2 ap | Pologne |  |  |
|                  |                   |          |         |  |  |
|                  | Tirs au but 3 - 0 |          |         |  |  |

#### Finale
| 1er juillet 2023 | Ukraine           | 2 - 2 ap | Espagne |  |  |
|                  |                   |          |         |  |  |
|                  | Tirs au but 3 - 5 |          |         |  |  |

### Classement final
| Rang | Équipe   |
| ---- | -------- |
| 1    | Espagne  |
| 2    | Ukraine  |
| 3    | Portugal |
| 4    | Pologne  |
| 5    | Italie   |
| 6    | Tchéquie |